# Rudolf Bubik
Rudolf Bubik (11. ledna 1941 Karviná – 12. dubna 2016 Albrechtice) byl křesťanský kazatel a biskup Apoštolské církve, původním povoláním soustružník v hornictví.
V průběhu života se musel potýkat se zdravotní slabostí. Jeho bratr zemřel ještě v dětském věku. Měl také dvě sestry. V jeho 11 letech mu zemřela matka.
V roce 1983 byl také okresním soudem v Karviné odsouzen za „maření státního dozoru nad církvemi“ na jeden rok. Byl vůdčí osobností letničního hnutí v ČR; v letech 1989-2008 (skupinu, ze které AC vznikla ale vedl už za dob totalitního režimu) byl biskupem české Apoštolské církve, je též označován jako bratr Rudek.
Oženil se s Marií Gattnarovou. Narodili se jim čtyři synové a dcera.
Zemřel po dlouhodobé nemoci 12. dubna 2016.

## Publikace
- 60 dnů pro Krista (1994) – ve spolupráci s Jimem Dunnem
- Slavná budoucnost Božího lidu
- Skutky apoštolské. Slavné dědictví Božího lidu a jak z něj čerpat.
- Historie letničního hnutí – sv. I.–VI.
- Duchovní Boj 1 (2011)
- Duchovní Boj 2 (2013)
- Nepřemožitelné světlo I. - Počátky (2009)
- Nepřemožitelné světlo II. - Konstantin filosof (2010)
- Nepřemožitelné světlo III. - Arcibiskup Metoděj (2010)
- Nepřemožitelné světlo IV. - Bible tety mlynářky
- Nepřemožitelné světlo V. - Bůh je stále živý
- Nepřemožitelné světlo VI. - Silnější než temno
- Nepřemožitelné světlo VII. - Naděje i jistota